# ブランド・コミュニティ
ブランド・コミュニティ（Brand community）とは、ブランドのファンの間で社会的な関係でつくられた集合をもとに、特定化された、地理的な制限がなくつくられたコミュニティであり、特定のブランド化された商品やサービスを囲んだコミュニティである。商学や経営学の分野で研究が進んでいる。

## 概要
従来は消費者と商品ブランドとの関係は一対一と考えられてきた。しかし、現代社会の消費社会の進展によって、特定の商品やそのブランドに対しての消費行為によって、そこでの集団に対しアイデンティティの感覚を見出している。こうして消費者同士で結びついたのがブランド･コミュニティである。これは従来の関係性を変えて、消費者と企業、他の消費者という関係から構成される。商業的製品を軸にしたコミュニティだが、コミュニティの成員、メンバーと一般的な消費者との区別を考える必要がある。そこでブランド・コミュニティとして識別するための三つの要素があるとされる。それらは同類意識、儀式と伝統、道徳責任の感覚の三つである。この三つの要素である同類意識、儀式と伝統、道徳的責任は、ブランド・コミュニティにおけるメンバーの結束を高めて、ブランド・コミュニティを維持していく機能を果たしている。

## 同類意識
ここでの同類意識とは、ある特定のブランドが好きであるという意識をもったメンバーが、ブランドに対する結びつきだけでなく、互いに強い結びつきを感じることである。メンバーは、当該ブランドと他のブランドとの間の確固とした境界を意識する。競合相手のブランドを意識することで、互いの絆は強まる。

## 儀式と伝統
ここで言う儀式と伝統とは、メンバーがそのブランドの歴史の賞賛やブランド・ストーリー、またコミュニティのしきたりなどを共有すると同時に、コミュニティの内外にそれを伝達することである。

## 道徳責任の感覚
ここで言う道徳責任の感覚はメンバーがコミュニティ全体と他のメンバーに対して抱く義務と責務の意識のことである。これには、社会的道徳意識と他のメンバーの支援の二つがある。社会的道徳意識は、コミュニティのメンバーとして何が正しくて何が誤っているのかという境界を認識させることで、メンバーの統合と維持に貢献する。また、コミュニティのメンバーが何か困っていれば、他のメンバーが助けるといったことも行われている。